# Benedictinas de la Adoración Perpetua
La Congregación de Hermanas Benedictinas de la Adoración Perpetua (oficialmente en inglés Congregation of Benedictine Sisters of Perpetual Adoration) es una congregación religiosa católica femenina de vida contemplativa y de derecho pontificio, fundada por la religiosa suiza Anselma Felber y cuatro compañeras, en Clyde (Misuri-Estados Unidos), en 1874. A las religiosas de este instituto se les conoce como Benedictinas de la Adoración Perpetua y posponen a sus nombres las siglas O.S.B.

## Historia

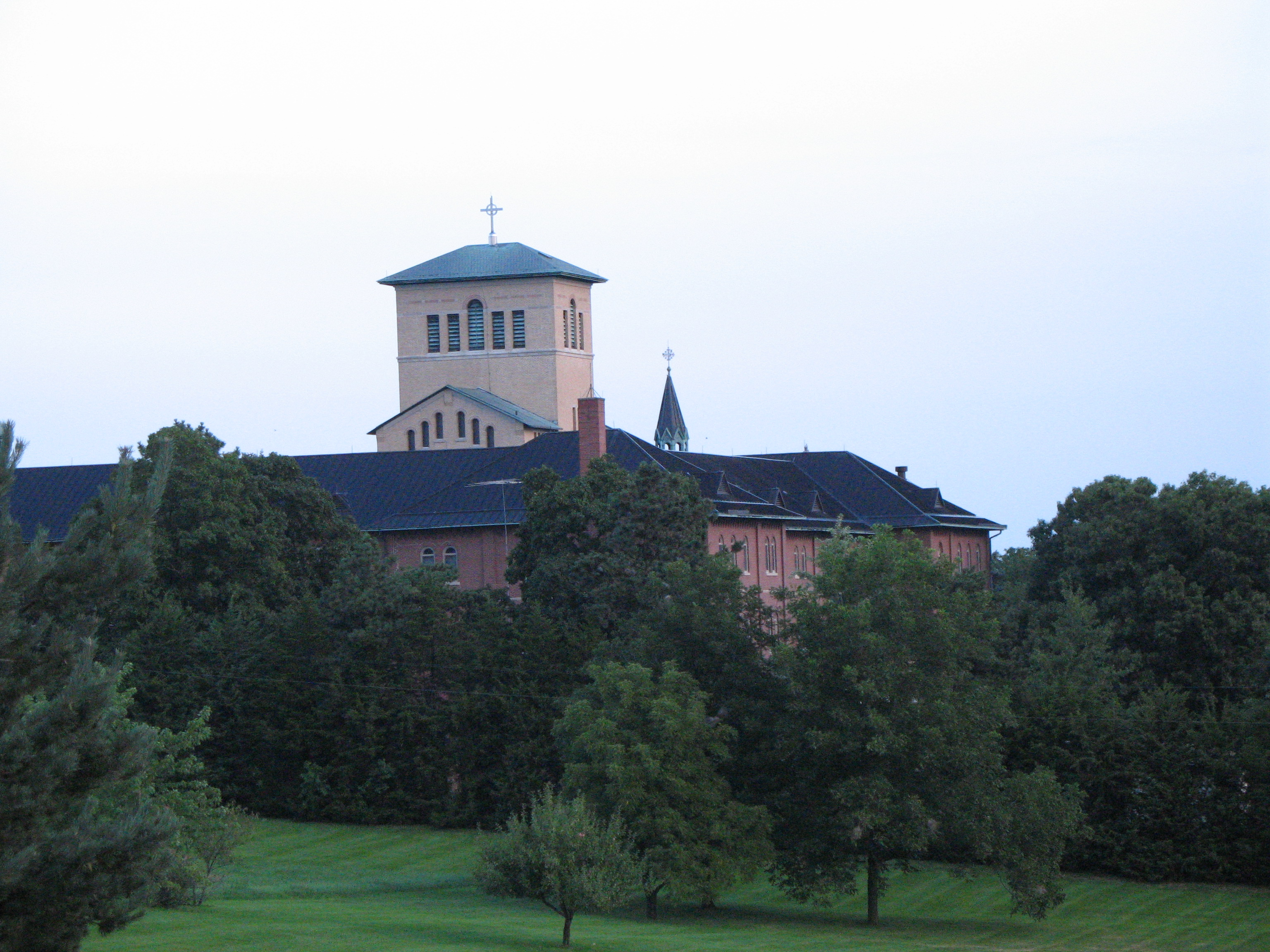
Monasterio de las Benedictinas de la Adoración Perpetua de Clyde (Misuri-Estados Unidos).

Los orígenes de la congregación se remontan a 1874, cuando un grupo de religiosas benedictinas provenientes del monasterio suizo de Maria-Rickenbach, guiadas por Anselma Felber fueron enviadas a los Estados Unidos, para la fundación de un nuevo monasterio y la atención de los inmigrantes de lengua germánica. La comunidad, formada por cinco religiosas, de las cuales Felber era superiora, llegaron primero a Maryville (1874), en el Estado de Misuri y más tarde, se establecieron en Clyde, en el mismo Estado. A partir de allí iniciaron a extenderse a otros pueblos y ciudades de los Estados Unidos.
El 10 de febrero de 1925, mediante decretum laudis, el papa Pío XI aprobó el instituto como congregación religiosa de derecho pontificio. La aprobación definitiva, por parte de la Santa Sede, la recibió el 16 de julio de 1962.

## Organización
La Congregación de Hermanas Benedictinas de la Adoración Perpetua es un instituto religioso internacional de derecho pontificio y centralizado, cuyo gobierno es ejercido por una superiora general, aunque, por el carácter de la tradición benedictina, cada monasterio tiene cierta autonomía.
Las benedictinas se dedican a la oración contemplativa a través de la adoración perpetua al Santísimo Sacramento, siguen la Regla de san Benito y usan un hábito compuesto por una túnica, escapulario y velo de color negro. En 2015, eran unas 77 monjas, distribuidas en 3 monasterios, presentes todos en Estados Unidos.